# Virac (Philippines)
Pour les articles homonymes, voir Virac.
Virac est une ville de 1re classe, capitale de la province de Catanduanes aux Philippines.
Selon le recensement de 2010 elle est peuplée de 66 951 habitants.

## Barangays

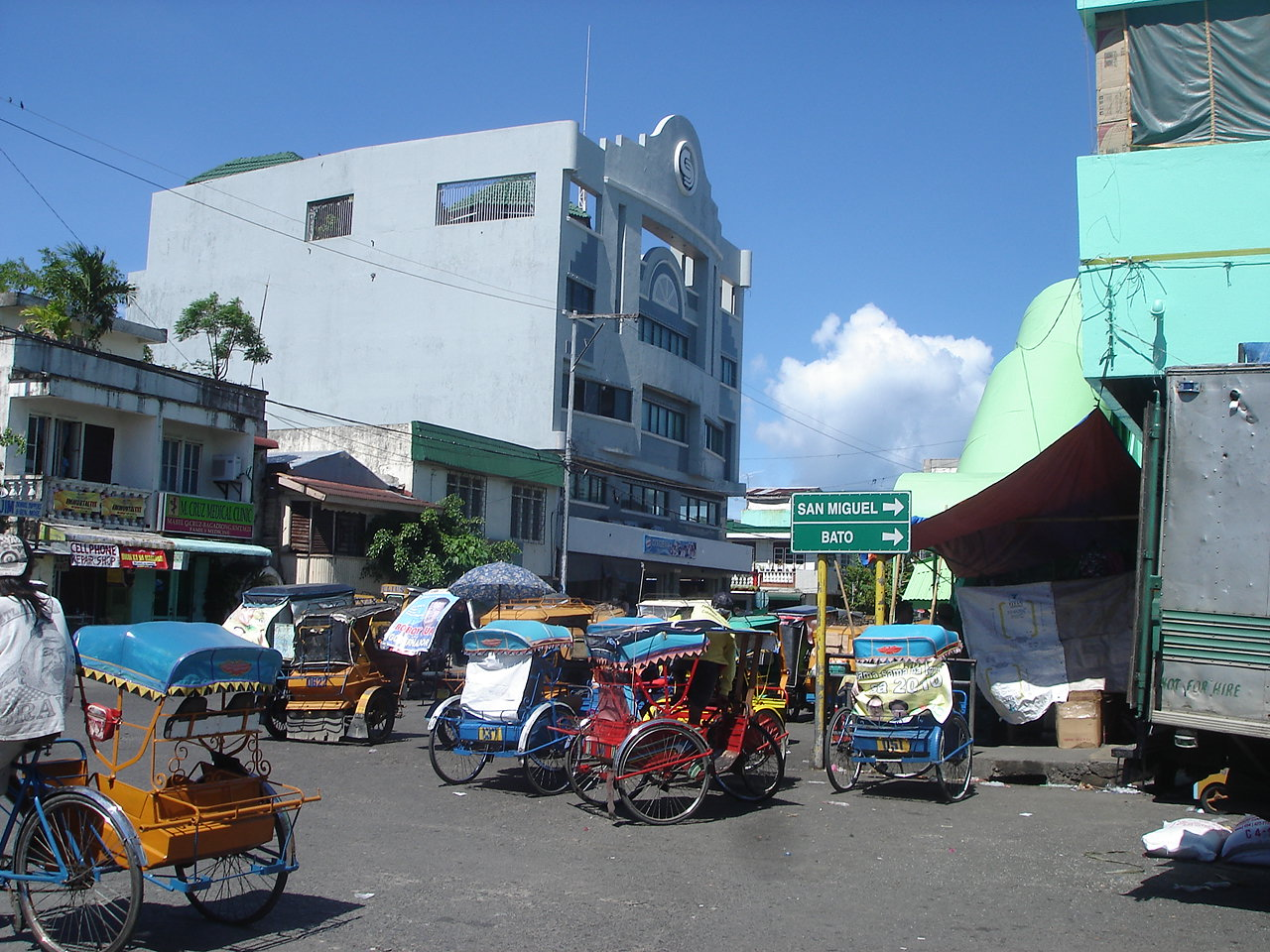
Centre-ville

Virac est divisée en 63 barangays :
- Antipolo Del Norte
- Antipolo Del Sur
- Balite
- Batag
- Bigaa
- Buenavista
- Buyo
- Cabihian
- Calabnigan
- Calampong
- Calatagan Proper
- Calatagan Tibang
- Capilihan
- Casoocan
- Cavinitan
- Gogon Sirangan
- Concepcion
- Constantino
- Danicop
- Dugui San Vicente
- Dugui San Isidro
- Dugui Too
- F. Tacorda Village
- Francia
- Gogon Centro
- Hawan Grande
- Hawan Ilaya
- Hicming
- Igang
- Juan M. Alberto
- Lanao
- Magnesia Del Norte
- Magnesia Del Sur
- Marcelo Alberto
- Marilima
- Pajo Baguio
- Pajo San Isidro
- Palnab Del Norte
- Palnab Del Sur
- Palta Big
- Palta Salvacion
- Palta Small
- Rawis
- Salvacion
- San Isidro Village
- San Jose
- San Juan
- San Pablo
- San Pedro
- San Roque
- San Vicente
- Ibong Sapa
- Santa Cruz
- Santa Elena
- Santo Cristo
- Santo Domingo
- Santo Niño
- Simamla
- Sogod-Simamla
- Talisoy
- Sogod-Tibgao
- Tubaon
- Valencia

## Démographie
| Année | Habitants | Évolution |
| ----- | --------- | --------- |
| 1995  | 49 912    | -         |
| 2000  | 57 067    | 14,34 %   |
| 2007  | 64 554    | 13,12 %   |
| 2010  | 66 951    | 3,71 %    |